# حكاية السيدة أوك
حكاية السيدة أوك (بالكورية: 옥씨부인전) هو مسلسل تلفزيوني كوري جنوبي، من بطولة ليم جي-يون، تشو يونغ-وو، يون وو، كيم جاي-وون. بدأ عرض على قناة JTBC في 30 نوفمبر الى 26 يناير 2025. بث ايام السبت والأحد الساعة 22:30 (KST). وهو متاح على نتفليكس في اسيا، وعلى VIU دولياً. 

## القصة
تدور أحداث القصة في فترة جوسون، أحداثها حول رحلة نجاح جارية خلال عهد أسرة جوسون، اسمها وحالتها الاجتماعية وحتى زوجها مزيفًا. أوك تاي يونغ هي عبدة تصبح خبيرًا قانونيًا. حتى في المواقف الصعبة، فهي لا تتردد في مساعدة الناس. ومع ذلك، لديها سر. سرها هو أن اسمها وزوجها ومكانتها الإجتماعية كلها مزيفة. تصادف أنها تلتقي بـ شيون سيونج هوي. إنه راوي قصص ويسافر في جميع أنحاء البلاد ويقرأ الروايات للناس. ويصادف أنه يلتقى بـ تاي يونغ ويقع في حبها من النظرة الأولى.

## طاقم
- ليم جي يون في دور أوك تاي يونغ-جو-ديوك[6]

محامية قانونية في جوسون. إنها محبوبة من الجميع لأنها تساعد الآخرين حتى في المواقف الصعبة. لكن اسمها وهويتها وحتى زوجها كلها مزيفة.
- تشو يونغ-وو في دور تشون سيونغ-هوس[6]

راوي يسافر في جميع أنحاء البلاد يقرأ الروايات للناس. يقع في حب اوه تاي-يونغ من النظرة الأولى عندما يلتقي بها بالصدفة ويدعمها بكل إخلاص حتى بعد أن اكتشف هويتها الحقيقية.
- ايون-وو في دور تشا مي-ريونغ[7]

متدربة متحمسة للتعلم من أوك تاي يونغ. تتميز تشا مي ريونغ بلطفها وجرأتها، خاصة في مساعدة المحتاجين، لكنها تخفي سرًا لا يمكنها الكشف عنه لأي شخص.
- كيم جاي-وون في دور سونغ دو جيوم[7]

شخصية محبوبة في القرية. يكن سونغ احترامًا كبيرًا لزوجة أخية اوه تاي-يونغ التي كانت داعمة له منذ طفولته.

### داعم
- كيم مي سوك السّيدة. هان[8]

جدة أوك تاي يونغ (من ح1 إلى 4) .
- كيم جاي هوا في دور ماك سيم[9]

خادمة عائلة أوك والمعجبة المخلصة لـ "تاي يونغ".
- يون هي سيوك في دور اللورد تشا تشيون سيك

- ها يول ري في دور كيم سو هي[10]

ابنة كيم ناك سو التي تبحث عن خادمتها دوك-كي التي حاولت قتل والدها واهانه عائلتها.
- تشوي جونج وو في دور بارك جون كي:

وزير الضرائب

### ظهور خاص
- سون نا إيون[12]

أوك تاي يونغ الحقيقية التي ماتت في حريق (الحلقة 1).

## الإنتاج
المسلسل من اخراج جين هيوك (مخرج سابق لدى SBS)، الذي عمل على سيد الشمس (2013)، اسطورة البحر الازرق (2016–2017)، سيزيف: الأسطورة (2021)، ومن كتابة بارك جي سوك، الذي كتب ايام ربيعي (2014) العم (2021-2022). وقعت كوربوز كوريا عقد انتاج مع شركة الإنتاج SLL التابعة لي JTBC لانتاج مسلسل "حكاية السيدة أوك" لم يتم كشف عن قيمة العقد.

## المشاهدات
| الموسم | الموسم | رقم الحلقة | رقم الحلقة | رقم الحلقة | رقم الحلقة | رقم الحلقة | رقم الحلقة | رقم الحلقة | رقم الحلقة | رقم الحلقة | رقم الحلقة | رقم الحلقة | رقم الحلقة | رقم الحلقة | رقم الحلقة | رقم الحلقة | رقم الحلقة | المتوسط |
| الموسم | الموسم | 1          | 2          | 3          | 4          | 5          | 6          | 7          | 8          | 9          | 10         | 11         | 12         | 13         | 14         | 15         | 16         | المتوسط |
| ------ | ------ | ---------- | ---------- | ---------- | ---------- | ---------- | ---------- | ---------- | ---------- | ---------- | ---------- | ---------- | ---------- | ---------- | ---------- | ---------- | ---------- | ------- |
|        | 1      | 0.920      | 1.490      | 1.666      | 1.921      | 1.789      | 2.097      | 1.714      | 1.984      | 2.461      | 2.632      | 1.861      | 2.106      | 1.923      | 2.313      | 2.401      | 3.292      | 2.038   |

وفقا لنيلسن، فقد حققت الحلقة الاخيرة حوالي 3.29 مليون مشاهدة، حيث سجلت نسبة 13.5%. ليصبح ثامن أعلى مسلسل مشاهدة بتاريخ قناة جي تي بي سي وضمن المسلسلات الاعلى مشاهدة بتاريخ قنوات الكابل.
| Ep.   | تاريخ البث     | تقييمات (نيلسن كوريا) | تقييمات (نيلسن كوريا) |
| Ep.   | تاريخ البث     | على الصعيد الوطني     | سيئول                 |
| ----- | -------------- | --------------------- | --------------------- |
| 1     | 30 نوفمبر 2024 | 4.206%                | 4.690%                |
| 2     | 1 ديسمبر 2024  | 6.813%                | 7.190%                |
| 3     | 8 ديسمبر 2024  | 7.786%                | 8.081%                |
| 4     | 15 ديسمبر 2024 | 8.496%                | 8.892%                |
| 5     | 21 ديسمبر 2024 | 7.863%                | 8.708%                |
| 6     | 22 ديسمبر 2024 | 9.124%                | 9.224%                |
| 7     | 28 ديسمبر 2024 | 8.077%                | 7.857%                |
| 8     | 29 ديسمبر 2024 | 9.457%                | 9.135%                |
| 9     | 4 يناير 2024   | 10.338%               | 10.597%               |
| 10    | 5 يناير 2025   | 11.061%               | 11.849%               |
| 11    | 11 يناير 2025  | 7.689%                | 8.321%                |
| 12    | 12 يناير 2025  | 9.200%                | 10.226%               |
| 13    | 18 يناير 2025  | 8.406%                | 9.132%                |
| 14    | 19 يناير 2025  | 9.836%                | 10.758%               |
| 15    | 25 يناير 2025  | 10.201%               | 10.869%               |
| 16    | 26 يناير 2025  | 13.575%               | 14.030%               |
| متوسط | متوسط          | 8.882%                | 9.347%                |

## الجوائز والترشيحات
| قائمة الجوائز والترشيحات | قائمة الجوائز والترشيحات | قائمة الجوائز والترشيحات | قائمة الجوائز والترشيحات | قائمة الجوائز والترشيحات | قائمة الجوائز والترشيحات |
| السنة                    | الجائزة                  | الفئة                    | المستلم                  | النتيجة                  | م.                       |
| ------------------------ | ------------------------ | ------------------------ | ------------------------ | ------------------------ | ------------------------ |
| 2025                     | جوائز بايكسانغ للفنون    | أفضل دراما               | حكاية السيدة أوك         | رُشِّح                      | [ 16 ]                   |
| 2025                     | جوائز بايكسانغ للفنون    | أفضل ممثلة مساعدة        | كيم جاي هوا              | رُشِّح                      | [ 16 ]                   |
| 2025                     | جوائز بايكسانغ للفنون    | أفضل ممثل جديد           | تشو يونغ وو              | فوز                      | [ 16 ]                   |
| 2025                     | جوائز بايكسانغ للفنون    | أفضل سيناريو             | بارك جي سوك              | رُشِّح                      | [ 16 ]                   |

## روابط خارجية
- الموقع الرسمي
 (بالكورية)
- حكاية السيدة أوك على موقع IMDb (الإنجليزية)
- حكاية السيدة أوك على موقع نتفليكس (الإنجليزية)
- حكاية السيدة أوك على موقع قاعدة بيانات الفيلم (الإنجليزية)
- حكاية السيدة أوك على هانسينما